# Dov Gabbay
Pour les articles homonymes, voir Gabbay.
Dov Gabbay, né le 23 octobre 1945, est un philosophe britannique spécialiste de la logique.
Il est professeur émérite au King's College de Londres,.

## Editeur d'handbooks de logique
- (avec John Woods) Handbook of the History of Logic, en au moins 11 volumes, chez Elsevier.
- (avec Franz Guenthner) Handbook of Philosophical Logic, en au moins 16 volumes, chez Springer.

Ces ouvrages, composés de monographies de qualité, sont inconnus de la plupart des logiciens car présents dans quasi aucune bibliothèque et quand ils sont présents à la vente (mais pas tous les volumes) sur les sites de ces éditeurs, ils le sont à des prix prohibitifs (150 à 350 euros) pour de nombreux lecteurs potentiels. Néanmoins ces ouvrages sont accessibles sur Library Genesis.